# 西富井駅
西富井駅（にしとみいえき）は、岡山県倉敷市上富井にある、水島臨海鉄道水島本線の駅である。駅番号はMR2。
なお西富井駅という駅名であるが、駅所在地は西富井ではなく上富井である。これは当初は西富井（岡山県立倉敷中央高等学校および倉敷市立南中学校の北側付近）に置かれていたが、1973年（昭和48年）の高架化の際に現在地に移転されたためである。

## 歴史
- 1949年（昭和24年）11月15日：開業。
- 1952年（昭和27年）4月1日：倉敷市が水島工業都市開発から施設譲受し、倉敷市交通局の駅となる。
- 1952年 - 1966年（昭和41年）の間：終点側に0.1 km移転[2]。
- 1970年（昭和45年）4月1日：水島臨海鉄道が倉敷市交通局から施設譲受し、水島臨海鉄道の駅となる。
- 1973年（昭和48年）5月：駅を0.4 km起点側に移転し、高架化[2]。
- 1996年（平成8年）4月1日：倉敷市方面のJT倉敷工場への引込み線が、工場の閉鎖によって閉鎖・撤去される。

## 駅構造
相対式ホーム2面2線の高架駅。無人駅である。駅舎、待合室はない。それぞれのホームに直結した出入り口がある。ホーム上には一部屋根がある。なお、上り線の線路が一線スルーとなっており、下り貨物列車は上り線を通過する。

### のりば
| のりば | 路線      | 方向 | 行先           |
| ------ | --------- | ---- | -------------- |
| 西側   | ■水島本線 | 上り | 倉敷市方面     |
| 東側   | ■水島本線 | 下り | 三菱自工前方面 |

※案内上ののりば番号は割り当てられていない。
付記事項
- かつて駅の倉敷市方面には専売公社倉敷工場への引込み線が分岐していたが、工場の閉鎖によって線路が撤去され、高架橋だけが残っている。

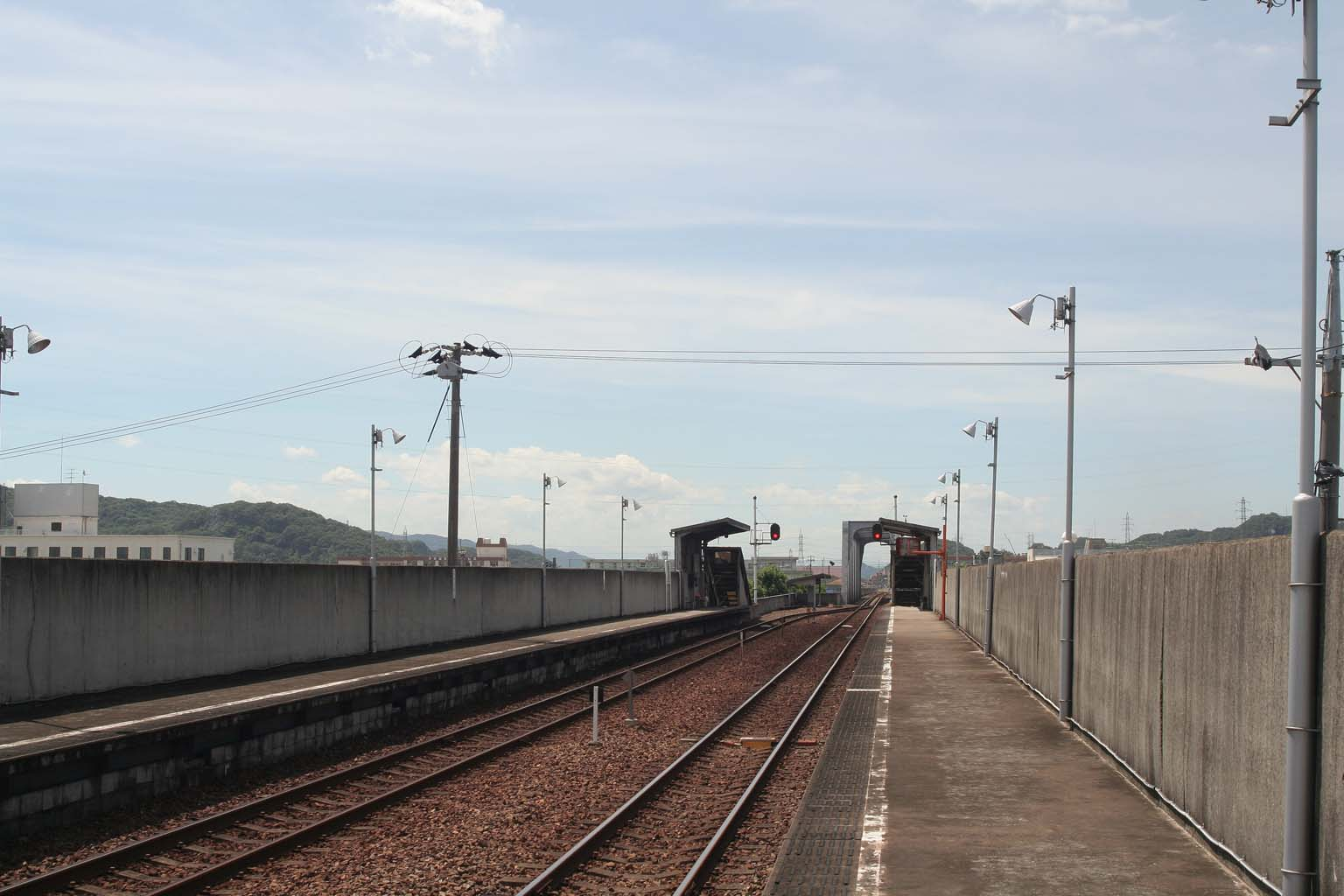
構内（2007年8月）

## 利用状況
過去に倉敷中央高校の生徒の多くが当駅を利用していたが、1989年南隣の福井駅ができたことによりその役目を譲ることになって、一時は一日1000人位あった乗降客も600人程度に減少している。
1日平均乗車人員および乗降人員の推移は下記の通り。
| 年度   | 1日平均 乗車人員 | 1日平均 乗降人員 |
| ------ | ---------------- | ---------------- |
| 1999年 | 377              | 775              |
| 2000年 | 344              | 712              |
| 2001年 | 327              | 663              |
| 2002年 | 303              | 613              |
| 2003年 | 312              | 622              |
| 2004年 | 309              | 615              |
| 2005年 | 334              | 667              |
| 2006年 | 317              | 639              |
| 2007年 | 325              | 654              |
| 2008年 | 320              | 646              |
| 2009年 | 322              | 641              |
| 2010年 | 320              | 638              |
| 2011年 | 340              | 680              |
| 2012年 |                  |                  |
| 2013年 | 359              | 717              |
| 2014年 | 327              | 655              |
| 2015年 | 350              | 701              |
| 2016年 | 349              | 698              |
| 2017年 | 367              | 735              |
| 2018年 | 351              | 703              |
| 2019年 | 273              | 546              |
| 2020年 | 271              | 541              |
| 2021年 | 249              | 498              |
| 2022年 | 268              | 536              |

## 駅周辺
周辺は密集した住宅地で商店等はなく、駅南側の鉄道高架橋の下を岡山バイパスが走っている。西に少し離れた産業道路沿いは大型店や金融機関に病院などがある。
- 国道2号岡山バイパス
- ドン・キホーテ倉敷店
- マルナカ中島店
- 倉敷自動車教習所
- 倉敷紀念病院
- 倉敷中島郵便局
- 大高郵便局

## 隣の駅
水島臨海鉄道
■水島本線
球場前駅（MR1） - 西富井駅（MR2） - 福井駅（MR3）